# Высокое (Новоржевский район)
Высокое — деревня в Новоржевском районе Псковской области России. Входит в состав Новоржевской волости. 
Расположена в 3 км к юго-западу от города Новоржев и в 7 км к северо-западу от деревни Макарово.

## Население
| 2001 | 2002 | 2010 |
| ---- | ---- | ---- |
| 224  | ↘160 | ↘127 |

Численность населения деревни по состоянию на конец 2000 года составляла 224 жителя.

## История
С 1995 до 2005 года деревня входила в состав Оршанской волости. С 2006 до 2015 года входила в состав Макаровской волости.